# Отчаянная домохозяйка
«Отчаянная домохозяйка» (фр. Potiche) — полнометражный фильм режиссёра Франсуа Озона. Премьера во Франции, а также Бельгии, Швейцарии и Ливане состоялась 10 ноября 2010 года, 5 ноября фильм был показан в Италии. В России и Японии картина вышла на экраны соответственно 6 и 8 января 2011 года.
Прямой перевод слова potiche — «большая фарфоровая ваза» (декоративная ваза, не используемая по прямому назначению, для цветов, а просто стоящая на виду «для красоты»). В переносном смысле — «почётный гость», «свадебный генерал», а также подставной руководитель, «зиц-председатель». Человек представительствующий, но не играющий реальной роли.

## Сюжет
Франция, 1977 год. Робер Пюжоль (Фабрис Лукини) руководит фабрикой по производству зонтов. Его жена Сюзанн (Катрин Денёв), дочь основателя фабрики и её номинальная владелица — классическая домохозяйка 70-х. Она догадывается об изменах мужа, но ради спокойствия в семье делает вид, что ничего не замечает. Ни муж, ни уже взрослые сын и дочь совершенно не воспринимают её всерьёз.
Всё в одночасье меняется, когда Робер Пюжоль, не справившись с забастовкой рабочих, попадает в больницу с сердечным приступом. Принять на себя временное руководство фабрикой приходится Сюзанне. А процесс взаимодействия с профсоюзом очень осложняется (хотя, с другой стороны, сильно упрощается) тем обстоятельством, что много лет назад у Сюзанны была кратковременная интрижка с нынешним мэром-коммунистом…

## В ролях
- Катрин Денёв — Сюзанн Пюжоль
- Фабрис Лукини — Робер Пюжоль
- Жюдит Годреш — Жоэль Пюжоль, дочь Робера и Сюзанн
- Жереми Ренье — Лоран Пюжоль, сын Робера и Сюзанн
- Жерар Депардьё — Морис Бабен, рабочий, лидер фабричных забастовщиков
- Карин Виар — Надеж, ассистент Пюжоля и его любовница
- Элоди Фреже — Сюзанн Пюжоль в молодости
- Готье Абу — Морис Бабен в молодости
- Сержи Лопес

## Награды и номинации
- Венецианский кинофестиваль — «Золотой лев» (номинация)
- Номинация на премию BAFTA за лучший фильм на иностранном языке